# 合志町
合志町（こうしまち）は、熊本県の北部に位置した町で、菊池郡に属した。
2006年2月27日に西合志町と合併し、合志市となったため消滅した。

## 地理
熊本県の北部内陸部に位置する。熊本市に近い位置にあり、熊本都市計画区域の指定を受け、熊本市のベッドタウンとして人口増加傾向にある。

## 歴史
- 1889年4月1日 - 町村制実施により、竹迫村、福原村、幾久富村、上庄村、豊岡村、栄村が合併して合志村が発足。
- 1949年5月30日 - 村内に昭和天皇の戦後巡幸。熊本県種畜場を視察[1]。
- 1966年4月1日 - 合志村が町制施行、合志町となる。
- 1999年9月1日 - 菊池郡泗水町と境界変更。
- 2006年2月27日 - 菊池郡西合志町と合併し、市制施行して合志市となり消滅。

## 行政
- 町長：秋吉不二雄

## 経済

### 産業
- 日本たばこ産業熊本工場が立地している。

## 地域

### 教育

#### 中学校
- 合志町立合志中学校

#### 小学校
- 合志町立合志小学校
- 合志町立合志南小学校
- 合志町立南ヶ丘小学校

## 交通
空港・鉄道路線なし。
- 最寄り空港は熊本空港。
- 最寄り駅は豊肥本線三里木駅・熊本電気鉄道御代志駅。

### バス路線

#### 一般路線バス
- 熊本電気鉄道（熊本電鉄バス）

### 道路
- 高速道路の最寄りインターチェンジは九州自動車道熊本インターチェンジ。
- 町内に一般国道は通っていない。

#### 主要地方道
- 熊本県道30号大津植木線
- 熊本県道49号熊本大津線

## 名所・旧跡・観光スポット・祭事・催事

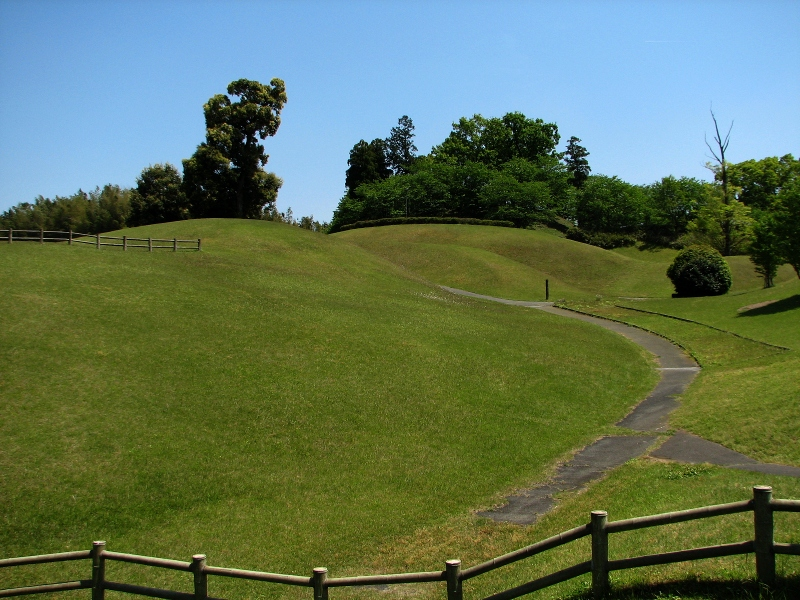
竹迫城

- 竹迫日吉公園(竹迫城)
- 飯高山公園
- 熊本県農業公園（カントリーパーク）

## 出身有名人
- 斎藤巌（元衆議院議員、弁護士）
- 中山節夫（映画監督）
- 中別府葵（モデル、女優）
- 036 (MC)
- 稲倉大輝（プロ野球選手）
- 内柴正人（柔道家）
- 福の花孝一（元大相撲力士）